# Tatouage du bas du dos

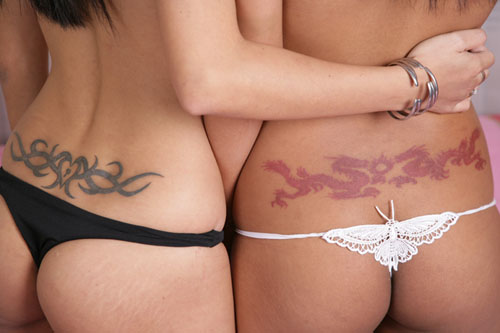
Deux femmes en string, avec des tatouages dans le bas du dos.

Le tatouage dans le bas du dos, parfois appelé tramp stamp (littéralement «marque de traînée »), est un type de tatouage, popularisé dans les années 2000, et porté principalement par des femmes. Sa popularité était partiellement due à l'influence de célébrités féminines. Dans les années 2000, ce tatouage était mis en valeur par le port de vêtements comme des jeans taille-basse ou des crops-tops. Ce tatouage est caractérisé en raison de son aspect érotique, qui peut amener du slut-shaming et des stéréotypes envers les femmes qui le porte. 

## Histoire
Au début des années 1990, la popularité du tatouage chez les femmes augmente en Occident, alors qu'historiquement les hommes étaient plus tatoués. Avant la fin du XXe siècle, aux États-Unis, le port de tatouages était fortement stigmatisé chez les femmes, et rarement présent chez les femmes de la classe moyenne.
Les tatouages dans le bas du dos ont été popularisés au début des années 2000, en partie à cause de l'influence de célébrités comme Britney Spears, Aaliyah, Christina Ricci ou Pamela Anderson et la popularisation de vêtements comme les jeans taille-basse ou les crops-tops. Le bas du dos est également une zone avec peu de graisses, ce qui diminue la probabilité que la forme du tatouage évolue au cours du temps. Comme le bas du dos est une zone généralement dissimulée par les vêtements, les personnes qui portent ce tatouage peuvent choisir quand elles veulent le rendre visible ou non. La position du tatouage fait que la personne qui le porte ne le voit pas, et qu'il peut être destiné à être montré à des partenaires, qui peuvent le trouver sexy.
Vers la fin des années 2000, le phénomène de mode s’essouffle, certaine personnalité se faisant même enlever leur tatouage au laser, notamment en raison de stéréotypes négatifs et hypersexualisants associé à ce tatouage. Au début des années 2020, le tatouage dans le bas du dos revient à la mode, notamment avec l'émergence de l'esthétique Y2K. Pour certaines femmes, le fait de remettre ce type de tatouage à la mode est également une manière de se réapproprier une esthétique marquée par le sexisme, dans une démarche d'enpowerment.

## Style esthétique
Parmi les motifs populaires pour les tatouages en bas du dos, les motifs tribaux, ou les éléments féminins comme les papillons, les fleurs ou les cœurs étaient populaires dans les années 2000.

## Perception et genre
Comme le bas du dos des femmes est une zone perçue comme érotique, les tatouages dans le bas du dos sont souvent associés à la sexualité. Une femme portant un tatouage dans le bas du dos peut souvent être perçue comme une "fille facile", potentiellement à cause de la représentation des femmes tatouées dans certains médias . Cette association systématique entre les tatouages du bas du dos est critiqué par certains spécialistes des médias.
Aux États-Unis, l'émission télévisée Saturday Night Live aurait fortement participé à la stéréotypation négative et au slut-shaming de ce type de tatouage. Notamment, le terme tramp stamp (littéralement « tampon de traînée »), qui est un argot désignant ce type de tatouage, a été popularisé par l'un de leur sketch paru en mai 2004 .
Bien que certains hommes portent des tatouages dans le bas du dos, notamment quelques célébrités, c'est un tatouage généralement peu porté par les hommes .

## Tatouage et anesthésie péridurale
Des questions persistent dans le milieu médical concernant les risques potentiels liés à la pratique d’une anesthésie péridurale sur une personne tatouée au bas du dos. Les pigments du tatouage pourraient pénétrer dans les ligaments inter-épineux, à travers le cathéter de la péridurale, et causer des problèmes de santé. Il y a un consensus scientifique sur le fait qu'un cathéter épidural ne doit pas être placé sur un tatouage infecté ou irrité, mais les risques d'une péridurale sur un tatouage sain sont peu documentés. Malgré l'absence de preuve sérieuse de la dangerosité de la pratique, certains professionnels de santé et chercheurs recommandent d'éviter la réalisation de péridurale sur un tatouage, en raison du manque d'étude sur le sujet et notamment sur les potentiels impacts à long terme,.